# Urjumkan
L'Urjumkan (in russo Урюмкан?) è un fiume dell'Estremo Oriente russo, affluente di sinistra dell'Argun'. Scorre nel Gazimuro-Zavodskij rajon del Territorio della Transbajkalia. 
Il fiume proviene da un passo di montagna a un'altitudine di circa 900 m sul livello del mare che collega le catene dei monti Gazimurskij e degli Urjumkanskij e scorre in direzione nord-est nella valle che divide le due catene montuose. L'Urjumkan scorre parallelamente al corso del fiume Urov che si trova a sud-est. La lunghezza del fiume è di 226 km, l'area del bacino è di 4 400 km². Sfocia nell'Argun' a 176 km dalla foce.